# Ono Seiichirō
Ono Seiichirō (japanisch 小野清一郎; geboren 10. Januar 1891 in Morioka (Präfektur Iwate); gestorben 9. März 1986 in Tōkyō) war ein japanischer Gelehrter des Strafrechts.

## Leben und Wirken
Ono Seiichirō machte 1917 seinen Abschluss an der juristischen Fakultät der Universität Tōkyō. Zur Weiterbildung besuchte er Frankreich und Deutschland. Eine Zeitlang arbeitete er als öffentlicher Ankläger, wurde dann Professor an seiner Alma Mater. Ono war einer der ersten Gelehrten in Japan, die sich auf das Strafgesetz konzentrierten. Sein frühes Buch, „Vorlesungen zur Prozessordnung in Kriminalverfahren“ (刑事訴訟法講義, Keiji soshō-hō kōgi) aus dem Jahr 1924, enthielt die erste vollständige Diskussion dieses Zweiges der Rechtsprechung in Japan.
Onos Theorie des Strafgesetzes war durchdrungen von ethischen Vorstellungen. Grundlage für ihn war die Vorstellung einer auf Moral gegründeter Philosophie, insbesondere die buddhistische Philosophie. 1938 folgte er seinem Mentor Makino Eiichi nach dessen Eintritt in den Ruhestand auf dessen Lehrstuhl an der Universität Tōkyō. Er wurde 1951 als „Meiyo Kyōju“ verabschiedet. Sein Entwurf für ein überarbeitetes Strafgesetz, zwar kritisiert wegen seiner autoritären Ausrichtung, beeinflusste die Revision des Strafgesetzes nach 1945. Einer seiner Schüler war Dandō Shigemitsu.
1972 wurde Ono als Person mit besonderen kulturellen Verdiensten geehrt und im gleichen Jahr mit dem Kulturorden ausgezeichnet.
Weitere Publikationen Onos sind
- „Entwicklung der japanischen Gesetzeslogik gemäß dem Ichbewusstsein“ (日本法理の自覚的展開, Nihon hōri no jikakuteki tenkai) 1942,
- „Übersicht über das Strafgesetz“ (刑法概論, Keihō gairon) 1952,
- „Theorie des Straftatbestandes“ (犯罪構成要件の理論, Hanzai kōsei-yōken no riron) 1953.